# Mansfield Center (Massachusetts)
Mansfield Center é um lugar designado pelo censo localizado no condado de Bristol no estado estadounidense de Massachusetts. No Censo de 2010 tinha uma população de 7.360 habitantes e uma densidade populacional de 1.008,41 pessoas por km².

## Geografia
Mansfield Center encontra-se localizado nas coordenadas 42° 01′ 19″ N, 71° 13′ 04″ O. Segundo a Departamento do Censo dos Estados Unidos, Mansfield Center tem uma superfície total de 7.3 km², da qual 7.14 km² correspondem a terra firme e (2.24%) 0.16 km² é água.

## Demografia
Segundo o censo de 2010, tinha 7.360 pessoas residindo em Mansfield Center. A densidade populacional era de 1.008,41 hab./km². Dos 7.360 habitantes, Mansfield Center estava composto pelo 92.6% brancos, o 2.61% eram afroamericanos, o 0.14% eram amerindios, o 2.81% eram asiáticos, o 0% eram insulares do Pacífico, o 0.64% eram de outras raças e o 1.21% pertenciam a duas ou mais raças. Do total da população o 2.11% eram hispanos ou latinos de qualquer raça.